# Lujiao, Hunan
Lujiao (kinesiska: 鹿角, 鹿角镇) är en köpinghuvudort i Kina. Den ligger i provinsen Hunan, i den södra delen av landet, omkring 110 kilometer norr om provinshuvudstaden Changsha. Antalet invånare är 31 459. Befolkningen består av 14 979 kvinnor och 16 480 män. Barn under 15 år utgör 16,0 %, vuxna 15-64 år 73 %, och äldre över 65 år 10,0 %.
Runt Lujiao är det ganska tätbefolkat, med 214 invånare per kvadratkilometer. Närmaste större samhälle är Rongjiawan, 9,2 km öster om Lujiao. Trakten runt Lujiao består till största delen av jordbruksmark.
Genomsnittlig årsnederbörd är 1 793 millimeter. Den regnigaste månaden är maj, med i genomsnitt 260 mm nederbörd, och den torraste är januari, med 49 mm nederbörd.